# Ramón Mifflin
Ramón Mifflin (Lima, 5 aprile 1947) è un ex calciatore peruviano, di ruolo centrocampista.

## Carriera
Centrocampista che ha giocato in Perù, Argentina, Brasile ed USA.
Con la Nazionale peruviana prese parte al campionato del mondo 1970.
Nel 1976 fu selezionato nel Team America, selezione che raccoglieva i migliori giocatori, non necessariamente statunitensi, della North American Soccer League per disputare il Torneo del Bicentenario, che chiuse al quarto ed ultimo posto.

## Palmarès

### Calciatore

#### Club

##### Competizioni nazionali
- Campionato peruviano: 5

Sporting Cristal: 1968, 1970, 1972, 1979, 1980
- Campionato Metropolitano

Sporting Cristal: 1972
- Campionato NASL: 2

New York Cosmos: 1977, 1978